# Onitis ion
Onitis ion là một loài bọ cánh cứng trong họ Bọ hung (Scarabaeidae).